# Bockfließ (Herrschaft)
Die Herrschaft Bockfließ war eine Grundherrschaft im Viertel unter dem Manhartsberg im Erzherzogtum Österreich unter der Enns, dem heutigen Niederösterreich.

## Ausdehnung
Die Herrschaft mit der Gülte über das öde Dorf Wendling und der Jesuiten-Gülte über Großengersdorf sowie den beiden Höfen Althof und Reuhof umfasste zuletzt die Ortsobrigkeit über Bockfließ, Großengersdorf und über 13 Untertanen in Auersthal. Der Sitz der Verwaltung befand sich in Bockfließ.

## Geschichte
Letzter Inhaber der Fideikommissherrschaft war der Otto Ehrenreich Graf von Abensperg und Traun, der auch in Bisamberg, Großschweinbarth, Maissau und Rapottenstein begütert war. Als Folge der Reformen 1848/1849 wurde die Herrschaft aufgelöst.